# Santa Rosa (tiểu vùng)
Santa Rosa là một tiểu vùng thuộc bang Rio Grande do Sul, Brasil. Tiều vùng này có diện tích 3452 km², dân số năm 2007 là 161585 người.